# 庇護七世
庇護七世（拉丁語：Servus Dei, Pius PP. VII；1742年8月14日—1823年8月20日）原名巴爾納·基亞拉蒙蒂（Barnaba Chiaramonti），1800年3月14日當選教宗，同年3月21日即位至1823年8月20日為止，在位23年。

## 生平
他於義大利北部艾米利亞-羅馬涅切塞纳出生。
庇護七世因為法蘭西第一帝國皇帝拿破崙一世舉行加冕禮聞名，不同於尋常的加冕禮，拿破崙與他規劃了一場拿破崙自我加冕的情景。
拿破崙於1809年進攻維也納，并吞教宗國屬下各邦。庇護七世大發雷霆，宣佈將拿破崙再次處以破門律，逐出教會。拿破崙便於1809年7月6日逮捕身處羅馬的庇護七世，並將其押解回薩沃納囚禁，庇護七世在拿破崙1814年退位後才被釋放。當時的法國宗教界已經亂成一片，長期處於脫序狀態。1814年，庇護七世恢復於1773年被教宗克勉十四世解散的耶穌會。

在庇護七世旁觀下，拿破崙替跪下的妻子約瑟菲娜·德博阿爾內加冕為皇后。

## 譯名列表
- 碧岳七世：香港天主教教區檔案　歷任教宗中作“碧岳”。
- 庇護七世：天主教香港教區禮儀委員會：禧年專頁 （页面存档备份，存于）、《大英簡明百科知識庫》2005年版[永久]、《世界人名翻譯大辭典》1993年版中作“庇護”。